# KDStV Salana Jenensis
Die Katholische Deutsche Studentenverbindung Salana Jenensis zu Jena ist eine nichtschlagende, farbentragende Studentenverbindung.

## Couleur
Die Salana trägt die Farben blau-weiß-gelb mit silberner Perkussion. Die Farben werden, wie in Jena üblich, von unten gezählt. Die Füxe tragen ein blau-gelbes Band. Der Wahlspruch lautet: Non quot sed qualis! (Nicht wie viele, sondern was für welche!).

## Geschichte
Die Salana Jenensis wurde als eine der ersten Studentenverbindungen der DDR am 25. November 1983 im Keller des Frommannschen Hauses in Jena gegründet. Mit der Namenswahl Salana lehnt sich die Verbindung an den alten Namen der Friedrich-Schiller-Universität Jena an.
Ausgangspunkt war die Katholische Studentengemeinde (KSG) Jena. Die Katholischen Studentengemeinden boten nicht staatsnahen Studenten einen gewissen Freiraum. Dieser Freiraum wurde durch einige Studenten auch zur Pflege des traditionellen Studentenliedes genutzt, später erwachte das Interesse an weiteren studentischen Traditionen. Besonders interessant war für Studenten in der DDR das traditionelle Conventsprinzip der Verbindungen, was auf der einen Seite eine demokratische Entscheidungsfindung, auf der anderen Seite aber auch eine Autonomie bedeutete, die keine Einmischung von offiziellen Stellen zuließ. Gerade dieser Aspekt war auch der Konfliktpunkt mit den Machthabern in der DDR, den diese durch Integration in die offizielle Kulturarbeit beheben wollte. Dies gelang aber bei der Salana Jenensis nicht.
Salana Jenensis veranstaltete am 20. Juni 1987 den ersten „Allianzkommers“ auf der Rudelsburg, also die erste offiziell angemeldete traditionell-studentische Veranstaltung in der Geschichte der DDR, und wurde Gründungsmitglied der Rudelsburger Allianz, eines lockeren Zusammenschlusses von Studentenverbindungen, die vor dem 9. November 1989 eine Tradition in der Deutschen Demokratischen Republik hatten. Die Reise von Jena nach Bad Kösen erfolgte auf der Saale in Zinkwannen und auf selbstgebauten Flößen. Diesen Brauch pflegen die Salanen bis heute und veranstalten einmal im Jahr eine Saalefahrt.
Die Verbindung führt heute die Bezeichnung „Katholische Deutsche Studentenverbindung“ (KDStV), steht aber seit ihrer Gründung Studenten anderer Konfessionen offen. Am fehlenden Katholitätsprinzip scheiterte sowohl 1990 als auch 2003/2004 eine Aufnahme in den Cartellverband der katholischen deutschen Studentenverbindungen (CV). Die Salana gehört keinem Korporationsverband an, steht aber als farbentragende katholische Verbindung sowohl dem CV als auch dem Ring Katholischer Deutscher Burschenschaften (RKDB) nahe.

## Konstante
Die KDStV Salana Jenensis besitzt seit 1996 einen eigenen Weinberg am Südhang des Jenaer Hausberges. Dort trifft man sich in der warmen Jahreszeit zum Stammtisch. Die Konstante in den Wintermonaten ist im Gasthaus „Schöne Aussicht“ im Bierdorf Wöllnitz.
Seit dem Wintersemester 2016/17 verfügt die Verbindung über eine Etage am Jenaer Marktplatz.

## Bekannte Mitglieder
- Udo Haschke (* 1944; † 2009), deutscher Politiker (CDU), Mitglied der ersten demokratisch gewählten Volkskammer der DDR (1990), MdB (1990–1994)
- Herwig van Staa (* 1942), österreichischer Politiker (ÖVP)
- Peter Pichler, Postpräsident a. D. (für Tirol & Vorarlberg)
- Stefan Gerber (* 1975), deutscher Neuzeithistoriker
- Hans-Joachim Mentzel (* 1966), deutscher Kinderradiologe
- Thomas Mentzel, deutscher Dermatopathologe
- Peter Stein (* 1970), deutscher Semitist
- Klaus Zimmermann (* 1964), deutscher Althistoriker
- Bengt Fuchs, deutscher Jurist, ehemaliger Vizepräsident des Verwaltungsgerichts Gera